# بخش مورلیکس
بخش مورلیکس (به فرانسوی: Arrondissement de Morlaix) یک بخش در فرانسه است که در فینیستر واقع شده‌است.